# Jader Rocha
Jader Rocha (Porto Alegre, 18 de maio de 1976) é um jornalista e locutor esportivo brasileiro. Atualmente é narrador nos canais SporTV e Premiere Futebol Clube.

## Biografia
Morou na Vila Farrapos, próximo de onde, hoje, está localizada a Arena do Grêmio. Jogou futebol na escolinha do Esporte Clube São José, mas acabou desistindo. Formou-se em jornalismo, pela Ulbra. Inscreveu-se na RBS para o projeto Novos Talentos Para o Rádio em 1996.   
Após isso, Jader apresentou o TVCOM Esportes e esporadicamente o programa Bate-Bola, ambos na TVCOM. Além de ter apresentado o RBS Esporte, bloco dos esportes do Bom Dia Rio Grande e de ter sido o locutor da RBS TV. No Premiere Futebol Clube, esteve até 2012, narrando os jogos dos times gaúchos, quando passou a exercer o mesmo no Rio de Janeiro e também de ser narrador do SporTV.
Em 2015, foi nomeado pelo livro Os Mestres do Espetáculo como o futuro da narração esportiva brasileira. Atualmente no SporTV, narrou eventos importantes como as Copas do Mundo de 2014 e 2018, além da Eurocopa de 2016.